# Utopia (álbum de Travis Scott)
Utopia (estilizado em maiúsculo) é o quarto álbum de estúdio do rapper norte-americano Travis Scott. Seu lançamento ocorreu em 28 de julho de 2023, através da Cactus Jack e da Epic Records. O projeto conta com a participação de KayCyy, Teezo Touchdown, Bon Iver, Sampha, Drake, Playboi Carti, Sheck Wes, Beyoncé, Rob49, 21 Savage, The Weeknd, Yung Lean, Young Thug, James Blake, Westside Gunn, Kid Cudi, Bad Bunny, Future e SZA.
A produção contou com uma variedade de artistas, incluindo Scott e James Blake, além de Buddy Ross, Vegyn, 30 Roc, Jahaan Sweet, Boi-1da, Vinylz, Tay Keith, BNYX, Oz, The Alchemist, Dom Maker, Illangelo, DVLP, Metro Boomin e outros. Utopia é o lançamento subsequente do terceiro álbum de estúdio de Scott, Astroworld (2018), bem como da compilação JackBoys (2019). O álbum foi promovido por dois singles, "K-Pop" e Delresto (Echoes)", além de um filme, Circus Maximus, lançado um dia antes.

## Antecedentes e gravação
Em 8 de julho de 2020, Scott revelou pela primeira vez o título do álbum ao postar uma foto no Instagram. Em 3 de agosto de 2020, ele mencionou o título do álbum mais uma vez em uma carta de agradecimento aos fãs no segundo aniversário de seu terceiro álbum de estúdio, Astroworld (2018). Em outubro, Scott continuou a sugerir o título do álbum em uma série de publicações no Twitter. A gravação do álbum começou em 2019, com Scott postando atualizações durante as sessões de gravação nas redes sociais.
Em uma entrevista em fevereiro de 2021 para a i-D, Scott disse que teria colaborado com novos artistas enquanto tenta expandir sua música e criar canções com seus próprios instrumentais. Em maio de 2021, o produtor musical Mike Dean afirmou que Scott estava gravando trabalhos semelhantes aos de sua mixtape de estreia, Owl Pharaoh (2013), para o Utopia. Em entrevista ao Women's Wear Daily, em junho, Scott descreveu o som de Utopia, afirmando que ele estava "no modo de [criar um novo] álbum [que soa] como rock psicodélico". Em fevereiro de 2023, Scott revelou, no evento NBA All-Star Weekend de 2023, em Salt Lake City, que Utopia seria somente lançado depois que Don Toliver, Sheck Wes e SoFaygo, seus artistas contratados pela Cactus Jack Records, lançassem seus respectivos projetos.

### Canções
Em junho de 2021, Scott apareceu no show Cactus Jack for Dior Summer 2022, no qual duas novas canções foram tocadas, "In My Head" e "Lost Forever", estando esta última ausente na versão final do álbum. Em agosto de 2021, Scott assinou um contrato de imagem com a A24 e lançou seu próprio filme baseado no álbum. Em 6 de agosto de 2022, Scott se apresentou na O2 Arena, em Londsres, onde cantou a música "God's Country", faixa de Kanye West gravada originalmente para seu décimo álbum de estúdio, Donda (2021). Especula-se que West deu a música a Scott para ele usar em Utopia.
Em maio de 2023, Scott revelou uma prévia de "K-Pop", que conta com a participação do rapper e cantor porto-riquenho Bad Bunny e do cantor canadense The Weeknd. O lançamento oficial como single principal do álbum ocorreu em 21 de julho de 2023. A música "Gold Blackberry" foi vazada em 11 de maio de 2023, cujo instrumental havia sido usado anteriormente para o anúncio de colaboração de Scott com o Air Jordan 1 Low Reverse e posteriormente para um anúncio de colaboração Nike Attack; a faixa não apareceu no álbum. No mesmo mês, Scott supostamente tocou músicas do disco para o Houston Astros e revelou que o disco estava em fase de masterização. Durante a apresentação de Scott no Rolling Loud, em Miami, Flórida, em 22 de julho de 2023, os títulos das músicas "Til Further Notice", "Delresto (Echoes)", "Sirens", "Hyaena" e "Modern Jam", bem como o filme Circus Maximus foram revelados através no telão. "Delresto (Echoes)", que traz vocais da cantora americana Beyoncé e da banda americana de indie folk Bon Iver, foi lançado como o segundo single' de Utopia junto com o lançamento do álbum em 28 de julho de 2023. A música "Looove", criada há 9 anos, e um trecho de uma versão inicial da música foi postado no Tumblr em setembro de 2014.

## Lançamento e promoção
O show anual Astroworld Festival, no qual Scott é atração principal, realizado em 5 de novembro de 2021, terminou com uma multidão sendo pisoteada, ocasionando mais de 10 mortes e centenas de feridos. Devido às inúmeras controvérsias geradas pelo incidente, os egundo dia do festival foi cancelado, bem como toda agenda do ano seguinte. Em 2 de agosto de 2022, Scott anunciou uma residência de uma semana no Zouk Nightclub, em Las Vegas, conhecido como Road to Utopia, de 17 a 24 de setembro. Em dezembro, foi anunciado que o álbum e sua respectiva turnê mundial seriam remanejados para o início de 2023.
Em maio de 2023, fotos de Scott usando um tênis Air Jordan 1 Low com o suposto logotipo Utopia e seu guarda-costas segurando uma maleta com o rótulo de mesmo nome surgiram na internet. O produtor musical Mike Dean também compartilhou seu envolvimento na conclusão do álbum com uma postagem no Instagram no mesmo dia. Em 15 de junho de 2023, Scott foi visto saindo do Abbey Road Studios com seus guarda-costas, recriando a arte da capa do décimo primeiro álbum de estúdio dos Beatles, Abbey Road (1969). Em 27 de junho, Scott atualizou seu site com o logotipo Utopia e um link de pré-save decodificado. Pouco tempo depois, novos outdoors do Utopia começaram a aparecer em Los Angeles, apresentando um relógio e uma fechadura que gerou especulação sobre a data de lançamento em 21 de julho de 2023. Em 9 de julho de 2023, Scott compartilhou vídeos vinculados ao Utopia nas redes sociais, incluindo um em que ele é visto trabalhando no projeto com Rick Rubin. Ele, então, anunciou um evento de lançamento para Utopia programado para ser transmitido ao vivo das Pirâmides de Gizé, no Egito, para 28 de julho. Após o anúncio, uma fonte disse à revista Complex que a data de lançamento do álbum ainda não havia sido definida. Scott atualizou seu site novamente para vender ingressos para o evento, links de pré-venda, CDs, discos de vinil e outros itens.
Em 17 de julho de 2023, circularam rumores de que o Sindicato dos Músicos do Egito havia divulgado um comunicado alegando que, devido a "informações sobre rituais peculiares realizados pelo artista durante sua apresentação, contradizendo nossos autênticos valores e tradições sociais, o presidente do Sindicato e o conselho de diretores decidiram cancelar a licença emitida para sediar esse tipo de show, que vai contra a identidade cultural do povo egípcio". No entanto, o empresário de Scott, David Stormberg, confirmou que os artigos que noticiavam o cancelamento do concerto eram falsos. A Live Nation, promotora do show, também emitiu uma declaração com o mesmo segmento. Após quase dois anos sem atualizações, foi relatado que o filme A24 estava finalizado, dirigido por Harmony Korine, orientado por Scott estrelando e sendo filmado inteiramente em infravermelho. No dia seguinte, a Metrograph comentou que haviam sido convidados para uma exibição privada da obra. Em 21 de julho, Scott e seu DJ, Chase B, apareceram no iHeartRadio para promover o single "K-Pop", enquanto também tocavam "God's Country".
Em 22 de julho, em Miami, na Flórida, durante sua apresentação como atração principal no Rolling Loud, Scott disse que o show seria a última vez que ele apresentaria canções da era Astroworld, e que Utopia seria lançado junto com um filme nomeado de Circus Maximus seis dias depois. Em 25 de julho, Scott postou, no Twitter, a data de 28 de julho de 2023 como a data de lançamento da obra. Ele revelou, ainda, o trailer de Circus Maximus, que teria uma estreia no AMC Theatres na noite anterior ao lançamento do álbum. Em 26 de julho, a Live Nation Middle East revelou que a festa de lançamento nas Pirâmides de Gizé havia sido cancelada devido a problemas com a estruutura no deserto. Com isso, Scott revelou o desejo de agendar mais quadro listening parties para o Utopia. No mesmo dia, totens de Utopia foram encontrados na região de Utopia, no Texas, tocando um som semelhante ao de uma sirene.

## Lista de faixas
| N.º | Título               | Compositor(es) | Produtor(es)                                                   | Duração |  |
| 1.  | "Hyaena"             | Jacques Webster II, Ebony Oshunrinde, Noah Goldstein, Michael Dean, George Clinton, Edward Hazel, Derek Shulman, Ray Shulman, Kerry Minnear, Andrew Shallcross | Travis Scott, WondaGurl[b], Noah Goldstein[b], Mike Dean[b]    | 3:42    |  |
| 2.  | "Thank God"          | Webster, Mark Mbogo | Scott, West, Ritter, FnZ, WondaGurl, BoogzDaBeast              | 3:04    |  |
| 3.  | "Modern Jam"         | Webster, Aaron Thomas, Guy-Manuel de Homem-Christo, Dean | Scott, Guy-Manuel de Homem-Christo, Dean[b]                    | 4:15    |  |
| 4.  | "My Eyes"            | Webster, Justin Vernon, Sampha Sisay, Wesley Glass, Josiah Sherman, Joseph Thornalley, Oshunrinde, Dua                                                         | Scott, Vernon, Wheezy, Buddy Ross, Vegyn                       | 4:11    |  |
| 5.  | "God's Country"      | Webster, West, Samuel Gloade, Dylan Cleary-Krell | Scott, 30 Roc, Dez Wright, Kanye West                          | 2:07    |  |
| 6.  | "Sirens"             | Webster, Jahaan Sweet, John Fannon, Goldstein, Sherman, Keith Kabwe, Isaac Mpofu                                                                               | Scott, Goldstein[b], Ross[b], WondaGurl[b], E*vax[b]           | 3:24    |  |
| 7.  | "Meltdown"           | Webster, Aubrey Graham, Matthew Samuels, Anderson Hernandez, Nick Kobe, Brytavious Chambers, Benjamin Saint-Fort, Scotty Coleman                               | Boi-1da, Vinylz, Tay Keith, BNYX, Coleman, Skeleton Cartier[b] | 4:06    |  |
| 8.  | "Fe!n"               | Webster, Jordan Carter, Khadimou Fall, Sweet | Scott, Sweet[b]                                                | 3:11    |  |
| 9.  | "Delresto (Echoes)"  | Webster, Beyoncé Knowles-Carter, Vernon, James Litherland, Chauncey Hollis, Jr., Dean, Ritter                                                                  | Scott, Beyoncé[a], Hit-Boy[b], Dean[b], Ritter[b]              | 4:34    |  |
| 10. | "I Know ?"           | Webster, Ozan Yildirim, Coleman, Ross, Kobe Hood | Scott, Oz, Coleman, Ross[b]                                    | 3:31    |  |
| 11. | "Topia Twins"        | Webster, Glass, Oliver Rodigan | Scott, Wheezy, Cadenza, Nick Kobe, Wright[b]                   | 3:43    |  |
| 12. | "Circus Maximus"     | Webster, Abel Tesfaye, Khalif Brown, Goldstein, Sweet, Dean | Scott, Goldstein, Sweet[b], Dean[b], WondaGurl[b]              | 4:18    |  |
| 13. | "Parasail"           | Webster, Jonatan Håstad, David Chappelle, Sweet, Goldstein, Ross, Thornalley, Anthony Ruiz                                                                     | Scott, Sweet, Goldstein, Ross, Vegyn, Athros[a]                | 2:34    |  |
| 14. | "Skitzo"             | Webster, Jeffery Williams, India Simpson, Oshunrinde, Douglas Ford, Samuels, Sweet                                                                             | Boi-1da                                                        | 6:06    |  |
| 15. | "Lost Forever"       | Webster, Litherland, Alvin Worthy, Alan Maman, Dominic Maker                                                                                                   | Scott, James Blake, The Alchemist, Dom Maker                   | 2:43    |  |
| 16. | "Looove"             | Webster, Scott Mescudi, Pharrell Williams | Scott, P. Williams[b], Ross[b]                                 | 3:46    |  |
| 17. | "K-Pop"              | Webster, Benito Ocasio, Tesfaye, Carlo Montagnese, Saint-Fort, Samuels, Sweet, Bigram Zayas                                                                    | Illangelo, BNYX, Boi-1da                                       | 3:05    |  |
| 18. | "Telekinesis"        | Webster, Nayvadius Wilburn, Solána Rowe, Gwin, West, Sweet, Nima Jahanbin, Paimon Jahanbin, Edgar Panford, Victory Boyd                                        | Scott, BoogzDaBeast, West[b], Sweet[b], Hudson Mohawke[b]      | 5:53    |  |
| 19. | "Til Further Notice" | Webster, Litherland, Shéyaa Bin Abraham-Joseph, Leland Wayne                                                                                                   | Blake, Metro Boomin                                            | 5:14    |  |

| N.º | Título | Compositor(es)                                                   | Produtor(es)                     | Duração |  |
| 7.  | "Aye"  | Symere Woods, Webster, Saint-Fort, Brandon Veal, Benjamin Thomas | BNYX Brandon Finessin Ben Thomas | 3:27    |  |

Notas
- ↑[a]  indica um co-produtor
- ↑[b]  indica um produtor adicional
- "Thank God" contém vocais vocais de KayCyy e vocais adicionais não-creditados de Stormi Webter, filha de Scott